# Meerschweinchenverwandte
Die Meerschweinchenverwandten (Caviomorpha) sind eine Gruppe vielgestaltiger, zu den Stachelschweinverwandten gehörender Nagetiere, die ursprünglich ausschließlich auf dem amerikanischen Doppelkontinent vorkommen.

## Merkmale
Die innerhalb der Nagetiere einmalig große Vielgestaltigkeit der Meerschweinchenverwandten ist eine Folge der langen Isolation des südamerikanischen Kontinents und der Vielzahl der dadurch besetzten ökologischen Nischen. Zu der Gruppe gehören viele kleinere Arten, mit dem Capybara aber auch das größte lebende Nagetier der Welt. Einige Arten haben ein seidiges, weiches Fell, andere sind mit häufig zu Stacheln weiterentwickelten borstigen Haaren ausgestattet. Manche Tiere erinnern an Hasen, andere sind Ratten ähnlich, wieder andere besitzen ein ihnen eigenes Äußeres.
Das Gebiss weist die für Nagetiere typische zahnfreie Lücke zwischen Nagezähnen und Backenzähnen auf. Ober- und Unterkiefer enthalten pro Kieferhälfte einen zeitlebens nachwachsenden Nagezahn sowie einen vorderen und drei hintere Backenzähne. Eckzähne sind wie bei allen Nagetieren nicht vorhanden. Die Zahnformel lautet 1 0 1 3 = 20.

## Lebensweise
Die meisten Meerschweinchenverwandten leben auf dem Boden, andere auf Bäumen, unter der Erde oder im Wasser. Es handelt sich fast ausschließlich um Pflanzenfresser, einige ernähren sich aber auch von Insekten und größeren Beutetieren. Die Gras fressenden Arten gelten als südamerikanisches Gegenstück der für das afrikanische Ökosystem wichtigen Huftiere. Es gibt sowohl einzeln als auch in großen Kolonien lebende Arten.
Die Tragzeit ist üblicherweise lang, es gibt nur wenige Jungtiere pro Wurf und der Entwicklungsstand bei der Geburt ist recht hoch. Gerade der Nachwuchs größerer Arten kommt mit vorhandenem Fell und geöffneten Augen zur Welt; viele Jungtiere können schon nach wenigen Stunden laufen und sind kurze Zeit später vom Muttertier unabhängig.

## Vorkommen
Bis auf den auch in Kanada und den USA vorkommenden Urson sind die Meerschweinchenverwandten in ihrem natürlichen Verbreitungsgebiet auf Süd- und Mittelamerika einschließlich der Westindischen Inseln beschränkt. Die Biberratte wurde auch außerhalb dieses Gebietes eingeführt. Sie sind in einer Vielzahl von Lebensräumen anzutreffen: Wälder und Grasland, Flussufer und Felsenwüsten, Küstenebenen und Hochgebirge.
Einige Arten sind häufig, manche schon lange ausgestorben und andere wurden erst in jüngerer Zeit durch den Menschen ausgerottet. Dieser stellt vielen Meerschweinchenverwandten wegen ihres Fleisches oder Felles nach; einige Arten gelten als Schädlinge oder Krankheitsüberträger. Zu den natürlichen Fressfeinden der größeren Arten (Pakas, Agutis, Capybaras, Pakarana und Viscacha) gehören große und mittelgroße Raubtiere wie Jaguar, Ozelot, Pampaskatze, Mähnenwolf, Waldhund und südamerikanische Füchse.

## Baumstachlerartige
Die Baumstachlerartigen (Überfamilie Erethizontoidea) sind größere Nagetiere, deren Rückenhaare sich zu Stacheln entwickelt haben und die äußerlich Stachelschweinen ähneln. Es sind über den fast gesamten amerikanischen Doppelkontinent mit Ausnahme der vorgelagerten Inseln verbreitete Tiere. Sie bestehen lediglich aus der Familie der Baumstachler, zu denen hier auch die Borstenbaumstachler gezählt werden.

## Meerschweinchenartige
Die Meerschweinchenartigen (Überfamilie Cavioidea) sind mittelgroße bis große Nagetiere mit einer Kopfrumpflänge von 22,5–130 cm, die an das Laufen angepasst sind. Der Brustkorb ist mehr oder weniger kielförmig, das Brustbein schmal und das Schlüsselbein ist zurückgebildet. Mit Ausnahme der Eigentlichen Meerschweinchen sind die Gliedmaße schlank und hoch mit Kielen an den Hauptgelenken. Die seitlichen Vorder- und Hinterzehen neigen zur Rückbildung. Wegen ihrer mehr oder weniger hufartig ausgebildeten Krallen wurden sie früher auch »Hufpfötler« genannt. Der Schwanz ist kurz oder stummelhaft. Zu dieser Gruppe gehören die Pakas, die Agutis und Acouchis sowie die Meerschweinchen. Sie sind im gesamten Süd- und Mittelamerika verbreitet, nicht aber auf den Westindischen Inseln.

## Chinchillaartige
Zu den Chinchillaartigen (Überfamilie Chinchilloidea) gehören die recht unterschiedlichen Pakaranas und Chinchillas. Es sind größere, im westlichen und südlichen Südamerika verbreitete Nagetiere.

## Trugrattenartige
Die Trugrattenartigen (Überfamilie Octodontoidea) sind äußerlich rattenähnliche, kleine bis mittelgroße Nagetiere. Hierzu gehören Chinchillaratten, Trugratten, Kammratten, Stachelratten, Biberratten und Baumratten. Sie sind ursprünglich im gesamten Südamerika und auf den Westindischen Inseln verbreitet. Lediglich die Biberratte wurde in neuerer Zeit in Nordamerika und Europa vom Menschen eingeführt.

## Entwicklungsgeschichte und Systematik

### Entwicklungsgeschichte
Die Meerschweinchenverwandten stammen vermutlich von Stachelschweinverwandten ab, die in der Alten Welt, insbesondere in Afrika, verbreitet waren und deren Nachkommen heute noch als Sandgräber, Felsenratten und Rohrratten dort leben. Man nimmt allgemein an, dass die Vorfahren der Meerschweinchenverwandten den damals viel schmaleren Atlantik auf Treibholz schwimmend überquert hatten. Als Zeitpunkt für die Besiedlung Südamerikas gilt das frühe Oligozän, die ältesten Fossilienfunde stammen aus Chile und sind rund 31 Millionen Jahre alt.
Südamerika war damals – wie während des größten Teils des Känozoikums – von den übrigen Kontinenten isoliert, sodass sich dort eine ganz eigene Säugetierfauna entwickelte, vergleichbar der Situation in Australien. Es gab dort ursprünglich nur drei Säugetiertaxa: die Beutelsäuger, die unter anderem mit den Beutelratten, den Paucituberculata und den Sparassodonta („Beutelhyänen“) vertreten waren, die heute ausgestorbenen Südamerikanischen Huftiere (Meridiungulata) und die Nebengelenktiere. (Einige Millionen Jahre nach den Meerschweinchenverwandten erreichten übrigens auch die Neuweltaffen Südamerika auf vergleichbare Weise.)
Aus diesem Grund konnten die Meerschweinchenverwandten einige ökologische Nischen einnehmen, die für Nagetiere untypisch sind und sich in dieser Form nur bei dieser Gruppe finden. So gab es riesenhafte Formen: noch heute gehört mit dem Capybara der größte Nager zu dieser Gruppe, ausgestorbene Formen wie Phoberomys erreichten sogar die Ausmaße von Flusspferden. Es entwickelten sich auch langbeinige Formen mit hufartigen Zehen wie die Agutis und die Pampashasen, die in gewisserweise die ökologischen Äquivalente der Paarhufer bilden. Daneben kam es aber auch zur Bildung mäuse- oder rattenähnlicher Tiere, und es entstanden – wie bei den übrigen Nagetieren auch – baum- und bodenbewohnende Arten und auch unterirdisch grabend lebende Vertreter.
Vor rund 2,5 Millionen Jahren schloss sich mit dem Isthmus von Panama die Landverbindung zwischen Nord- und Südamerika, und es kam zu einem Faunentausch in großem Ausmaß. Zahlreiche Säugetiertaxa wanderten nun in Südamerika ein, mit zum Teil fatalen Folgen für die endemische Fauna: viele Gruppen starben aus, die Meerschweinchenverwandten waren aber davon weniger betroffen als andere Taxa. Im Gegenzug konnten einige bislang auf Südamerika beschränkte Arten ihr Verbreitungsgebiet nach Mittelamerika ausdehnen, nach Nordamerika hat es hingegen mit dem Urson nur eine Art geschafft.
Mit der Besiedlung Amerikas durch die Menschen und insbesondere seit der Einwanderung der Europäer wurde die amerikanische Fauna stark verändert. Einige Arten, insbesondere auf den Karibischen Inseln endemische, sind ausgestorben, unter anderem die ganze Familie der Riesenhutias sowie einige Vertreter der Stachel- und Baumratten.

### Äußere Systematik
Die Meerschweinchenverwandten (Caviomorpha) bilden eine Abstammungsgruppe innerhalb der Hystricognathi. Meist werden ihnen die als Phiomorpha vereinigten Familien der Sandgräber (Bathyergidae), Rohrratten (Thryonomyidae) und Felsenratten (Petromuridae) gegenübergestellt, deren gemeinsame Schwestergruppe dann die Stachelschweine bilden. Eine grafische Darstellung der möglichen externen Verwandtschaftsbeziehungen sieht wie folgt aus:

|                | Sandgräber (Bathyergidae)                                                                 |
|                |                                                                                           |
| Thryonomyoidea | \| \| Felsenratte (Petromuridae) \| \| \| \| \| \| Rohrratten (Thryonomyidae) \| \| \| \| |
|                | \| \| Felsenratte (Petromuridae) \| \| \| \| \| \| Rohrratten (Thryonomyidae) \| \| \| \| |
|                | Felsenratte (Petromuridae)                                                                |
|                |                                                                                           |
|                | Rohrratten (Thryonomyidae)                                                                |
|                |                                                                                           |

|  | Felsenratte (Petromuridae) |
|  |                            |
|  | Rohrratten (Thryonomyidae) |
|  |                            |

|                | Sandgräber (Bathyergidae)                                                                 |
|                |                                                                                           |
| Thryonomyoidea | \| \| Felsenratte (Petromuridae) \| \| \| \| \| \| Rohrratten (Thryonomyidae) \| \| \| \| |
|                | \| \| Felsenratte (Petromuridae) \| \| \| \| \| \| Rohrratten (Thryonomyidae) \| \| \| \| |
|                | Felsenratte (Petromuridae)                                                                |
|                |                                                                                           |
|                | Rohrratten (Thryonomyidae)                                                                |
|                |                                                                                           |

|  | Felsenratte (Petromuridae) |
|  |                            |
|  | Rohrratten (Thryonomyidae) |
|  |                            |

|                | Sandgräber (Bathyergidae)                                                                 |
|                |                                                                                           |
| Thryonomyoidea | \| \| Felsenratte (Petromuridae) \| \| \| \| \| \| Rohrratten (Thryonomyidae) \| \| \| \| |
|                | \| \| Felsenratte (Petromuridae) \| \| \| \| \| \| Rohrratten (Thryonomyidae) \| \| \| \| |
|                | Felsenratte (Petromuridae)                                                                |
|                |                                                                                           |
|                | Rohrratten (Thryonomyidae)                                                                |
|                |                                                                                           |

|  | Felsenratte (Petromuridae) |
|  |                            |
|  | Rohrratten (Thryonomyidae) |
|  |                            |

|                | Sandgräber (Bathyergidae)                                                                 |
|                |                                                                                           |
| Thryonomyoidea | \| \| Felsenratte (Petromuridae) \| \| \| \| \| \| Rohrratten (Thryonomyidae) \| \| \| \| |
|                | \| \| Felsenratte (Petromuridae) \| \| \| \| \| \| Rohrratten (Thryonomyidae) \| \| \| \| |
|                | Felsenratte (Petromuridae)                                                                |
|                |                                                                                           |
|                | Rohrratten (Thryonomyidae)                                                                |
|                |                                                                                           |

|  | Felsenratte (Petromuridae) |
|  |                            |
|  | Rohrratten (Thryonomyidae) |
|  |                            |

Bis auf die Baumstachler wurden die Meerschweinchenverwandten schon in Carl von Linnés Systema Naturae 1735 in der Gattung Mus zusammengefasst. Diese Gattung, die heute eher dem Rang einer Familie oder Ordnung entspräche, enthielt daneben aber auch Hörnchen- und Mäuseverwandte. Die Baumstachler dagegen wurden mit den Stachelschweinen in der Gattung Hystrix vereint.
Während eine Verwandtschaft der meisten Meerschweinchenverwandten schon länger angenommen wird, wurden die Baumstachler weiterhin häufig außerhalb dieser Gruppe gestellt. Ältere Untersuchungen an Muskeln, Arterien, Schädeln und Zähnen sprechen dafür, dass sie eine frühe Seitenlinie der Stachelschweinverwandten darstellen und damit nicht zu den Meerschweinchenverwandten gehören. Auch Studien zur Parasitologie widersprechen einer gemeinsamen Abstammung; demnach haben die Meerschweinchenverwandten mehrere voneinander unabhängige Vorfahren innerhalb der Nagetiere. Neuere molekulargenetische Untersuchungen dagegen unterstützen die Abstammung von einem gemeinsamen Vorfahren sowie die Entwicklung aus den Stachelschweinverwandten heraus.

### Innere Systematik
Innerhalb der Meerschweinchenverwandten sind die Verwandtschaftsverhältnisse noch weitgehend unklar. Die hier verwendete Systematik mit Unterteilung in vier Überfamilien stützt sich auf neuere molekulargenetische Studien. Die folgenden Familien werden derzeit unterschieden:
- Überfamilie Baumstachlerartige (Erethizontoidea)
  - Baumstachler (Erethizontidae) einschließlich des Borstenbaumstachlers
- Überfamilie Meerschweinchenartige (Cavioidea)
  - Pakas (Cuniculidae)
  - Agutis und Acouchis (Dasyproctidae)
  - Meerschweinchen (Caviidae) einschließlich der Riesennager
- Überfamilie Chinchillaartige (Chinchilloidea)
  - Dinomyidae
  - Chinchillas (Chinchillidae)
- Überfamilie Trugrattenartige (Octodontoidea)
  - Chinchillaratten (Abrocomidae)
  - Trugratten (Octodontidae)
  - Kammratten (Ctenomyidae)
  - unbenanntes Taxon
    - Stachelratten (Echimyidae)
    - Biberratten (auch Nutrias; Myocastoridae)
    - Baumratten (auch Hutias; Capromyidae)
    - Riesenhutias (Heptaxodontidae); in jüngerer Zeit ausgestorben, systematische Zuordnung unsicher

Die im späten Miozän ausgestorbenen Eocardiidae werden ebenfalls in die Meerschweinchenverwandten eingeordnet.
In der Vergangenheit wurden die einzelnen Gruppen immer wieder unterschiedlich vereint, so dass sich in der Literatur für jede der oben genannten Überfamilien unterschiedliche Definitionen finden. Auch die Definitionen einiger Familien haben sich mit der Zeit verändert. Die Verwandtschaftsbeziehungen zwischen den einzelnen Überfamilien sind noch nicht sicher; die folgende Darstellung folgt Heritage et al. (2016):
|  | Pakas (Cuniculidae)                                                                                |
|  | |
|  | \| \| Meerschweinchen (Caviidae) \| \| \| \| \| \| Agutis und Acouchis (Dasyproctidae) \| \| \| \| |
|  | |
|  | Meerschweinchen (Caviidae)                                                                         |
|  | |
|  | Agutis und Acouchis (Dasyproctidae)                                                                |
|  | |

|  | Meerschweinchen (Caviidae)          |
|  |                                     |
|  | Agutis und Acouchis (Dasyproctidae) |
|  |                                     |

|  | Pakas (Cuniculidae)                                                                                |
|  | |
|  | \| \| Meerschweinchen (Caviidae) \| \| \| \| \| \| Agutis und Acouchis (Dasyproctidae) \| \| \| \| |
|  | |
|  | Meerschweinchen (Caviidae)                                                                         |
|  | |
|  | Agutis und Acouchis (Dasyproctidae)                                                                |
|  | |

|  | Meerschweinchen (Caviidae)          |
|  |                                     |
|  | Agutis und Acouchis (Dasyproctidae) |
|  |                                     |

|  | Pakarana (Dinomyidae)       |
|  |                             |
|  | Chinchillas (Chinchillidae) |
|  |                             |

|  | Trugratten (Octodontidae) |
|  |                           |
|  | Kammratten (Ctenomyidae)  |
|  |                           |

|  | Baumratten (Capromyidae)                                                                  |
|  |                                                                                           |
|  | \| \| Biberratte (Myocastoridae) \| \| \| \| \| \| Stachelratten (Echimyidae) \| \| \| \| |
|  |                                                                                           |
|  | Biberratte (Myocastoridae)                                                                |
|  |                                                                                           |
|  | Stachelratten (Echimyidae)                                                                |
|  |                                                                                           |

|  | Biberratte (Myocastoridae) |
|  |                            |
|  | Stachelratten (Echimyidae) |
|  |                            |

|  | Trugratten (Octodontidae) |
|  |                           |
|  | Kammratten (Ctenomyidae)  |
|  |                           |

|  | Baumratten (Capromyidae)                                                                  |
|  |                                                                                           |
|  | \| \| Biberratte (Myocastoridae) \| \| \| \| \| \| Stachelratten (Echimyidae) \| \| \| \| |
|  |                                                                                           |
|  | Biberratte (Myocastoridae)                                                                |
|  |                                                                                           |
|  | Stachelratten (Echimyidae)                                                                |
|  |                                                                                           |

|  | Biberratte (Myocastoridae) |
|  |                            |
|  | Stachelratten (Echimyidae) |
|  |                            |

|  | Trugratten (Octodontidae) |
|  |                           |
|  | Kammratten (Ctenomyidae)  |
|  |                           |

|  | Baumratten (Capromyidae)                                                                  |
|  |                                                                                           |
|  | \| \| Biberratte (Myocastoridae) \| \| \| \| \| \| Stachelratten (Echimyidae) \| \| \| \| |
|  |                                                                                           |
|  | Biberratte (Myocastoridae)                                                                |
|  |                                                                                           |
|  | Stachelratten (Echimyidae)                                                                |
|  |                                                                                           |

|  | Biberratte (Myocastoridae) |
|  |                            |
|  | Stachelratten (Echimyidae) |
|  |                            |

|  | Trugratten (Octodontidae) |
|  |                           |
|  | Kammratten (Ctenomyidae)  |
|  |                           |

|  | Baumratten (Capromyidae)                                                                  |
|  |                                                                                           |
|  | \| \| Biberratte (Myocastoridae) \| \| \| \| \| \| Stachelratten (Echimyidae) \| \| \| \| |
|  |                                                                                           |
|  | Biberratte (Myocastoridae)                                                                |
|  |                                                                                           |
|  | Stachelratten (Echimyidae)                                                                |
|  |                                                                                           |

|  | Biberratte (Myocastoridae) |
|  |                            |
|  | Stachelratten (Echimyidae) |
|  |                            |

|  | Pakarana (Dinomyidae)       |
|  |                             |
|  | Chinchillas (Chinchillidae) |
|  |                             |

|  | Trugratten (Octodontidae) |
|  |                           |
|  | Kammratten (Ctenomyidae)  |
|  |                           |

|  | Baumratten (Capromyidae)                                                                  |
|  |                                                                                           |
|  | \| \| Biberratte (Myocastoridae) \| \| \| \| \| \| Stachelratten (Echimyidae) \| \| \| \| |
|  |                                                                                           |
|  | Biberratte (Myocastoridae)                                                                |
|  |                                                                                           |
|  | Stachelratten (Echimyidae)                                                                |
|  |                                                                                           |

|  | Biberratte (Myocastoridae) |
|  |                            |
|  | Stachelratten (Echimyidae) |
|  |                            |

|  | Trugratten (Octodontidae) |
|  |                           |
|  | Kammratten (Ctenomyidae)  |
|  |                           |

|  | Baumratten (Capromyidae)                                                                  |
|  |                                                                                           |
|  | \| \| Biberratte (Myocastoridae) \| \| \| \| \| \| Stachelratten (Echimyidae) \| \| \| \| |
|  |                                                                                           |
|  | Biberratte (Myocastoridae)                                                                |
|  |                                                                                           |
|  | Stachelratten (Echimyidae)                                                                |
|  |                                                                                           |

|  | Biberratte (Myocastoridae) |
|  |                            |
|  | Stachelratten (Echimyidae) |
|  |                            |

|  | Trugratten (Octodontidae) |
|  |                           |
|  | Kammratten (Ctenomyidae)  |
|  |                           |

|  | Baumratten (Capromyidae)                                                                  |
|  |                                                                                           |
|  | \| \| Biberratte (Myocastoridae) \| \| \| \| \| \| Stachelratten (Echimyidae) \| \| \| \| |
|  |                                                                                           |
|  | Biberratte (Myocastoridae)                                                                |
|  |                                                                                           |
|  | Stachelratten (Echimyidae)                                                                |
|  |                                                                                           |

|  | Biberratte (Myocastoridae) |
|  |                            |
|  | Stachelratten (Echimyidae) |
|  |                            |

|  | Trugratten (Octodontidae) |
|  |                           |
|  | Kammratten (Ctenomyidae)  |
|  |                           |

|  | Baumratten (Capromyidae)                                                                  |
|  |                                                                                           |
|  | \| \| Biberratte (Myocastoridae) \| \| \| \| \| \| Stachelratten (Echimyidae) \| \| \| \| |
|  |                                                                                           |
|  | Biberratte (Myocastoridae)                                                                |
|  |                                                                                           |
|  | Stachelratten (Echimyidae)                                                                |
|  |                                                                                           |

|  | Biberratte (Myocastoridae) |
|  |                            |
|  | Stachelratten (Echimyidae) |
|  |                            |

|  | Pakas (Cuniculidae)                                                                                |
|  | |
|  | \| \| Meerschweinchen (Caviidae) \| \| \| \| \| \| Agutis und Acouchis (Dasyproctidae) \| \| \| \| |
|  | |
|  | Meerschweinchen (Caviidae)                                                                         |
|  | |
|  | Agutis und Acouchis (Dasyproctidae)                                                                |
|  | |

|  | Meerschweinchen (Caviidae)          |
|  |                                     |
|  | Agutis und Acouchis (Dasyproctidae) |
|  |                                     |

|  | Pakas (Cuniculidae)                                                                                |
|  | |
|  | \| \| Meerschweinchen (Caviidae) \| \| \| \| \| \| Agutis und Acouchis (Dasyproctidae) \| \| \| \| |
|  | |
|  | Meerschweinchen (Caviidae)                                                                         |
|  | |
|  | Agutis und Acouchis (Dasyproctidae)                                                                |
|  | |

|  | Meerschweinchen (Caviidae)          |
|  |                                     |
|  | Agutis und Acouchis (Dasyproctidae) |
|  |                                     |

|  | Pakarana (Dinomyidae)       |
|  |                             |
|  | Chinchillas (Chinchillidae) |
|  |                             |

|  | Trugratten (Octodontidae) |
|  |                           |
|  | Kammratten (Ctenomyidae)  |
|  |                           |

|  | Baumratten (Capromyidae)                                                                  |
|  |                                                                                           |
|  | \| \| Biberratte (Myocastoridae) \| \| \| \| \| \| Stachelratten (Echimyidae) \| \| \| \| |
|  |                                                                                           |
|  | Biberratte (Myocastoridae)                                                                |
|  |                                                                                           |
|  | Stachelratten (Echimyidae)                                                                |
|  |                                                                                           |

|  | Biberratte (Myocastoridae) |
|  |                            |
|  | Stachelratten (Echimyidae) |
|  |                            |

|  | Trugratten (Octodontidae) |
|  |                           |
|  | Kammratten (Ctenomyidae)  |
|  |                           |

|  | Baumratten (Capromyidae)                                                                  |
|  |                                                                                           |
|  | \| \| Biberratte (Myocastoridae) \| \| \| \| \| \| Stachelratten (Echimyidae) \| \| \| \| |
|  |                                                                                           |
|  | Biberratte (Myocastoridae)                                                                |
|  |                                                                                           |
|  | Stachelratten (Echimyidae)                                                                |
|  |                                                                                           |

|  | Biberratte (Myocastoridae) |
|  |                            |
|  | Stachelratten (Echimyidae) |
|  |                            |

|  | Trugratten (Octodontidae) |
|  |                           |
|  | Kammratten (Ctenomyidae)  |
|  |                           |

|  | Baumratten (Capromyidae)                                                                  |
|  |                                                                                           |
|  | \| \| Biberratte (Myocastoridae) \| \| \| \| \| \| Stachelratten (Echimyidae) \| \| \| \| |
|  |                                                                                           |
|  | Biberratte (Myocastoridae)                                                                |
|  |                                                                                           |
|  | Stachelratten (Echimyidae)                                                                |
|  |                                                                                           |

|  | Biberratte (Myocastoridae) |
|  |                            |
|  | Stachelratten (Echimyidae) |
|  |                            |

|  | Trugratten (Octodontidae) |
|  |                           |
|  | Kammratten (Ctenomyidae)  |
|  |                           |

|  | Baumratten (Capromyidae)                                                                  |
|  |                                                                                           |
|  | \| \| Biberratte (Myocastoridae) \| \| \| \| \| \| Stachelratten (Echimyidae) \| \| \| \| |
|  |                                                                                           |
|  | Biberratte (Myocastoridae)                                                                |
|  |                                                                                           |
|  | Stachelratten (Echimyidae)                                                                |
|  |                                                                                           |

|  | Biberratte (Myocastoridae) |
|  |                            |
|  | Stachelratten (Echimyidae) |
|  |                            |

|  | Pakarana (Dinomyidae)       |
|  |                             |
|  | Chinchillas (Chinchillidae) |
|  |                             |

|  | Trugratten (Octodontidae) |
|  |                           |
|  | Kammratten (Ctenomyidae)  |
|  |                           |

|  | Baumratten (Capromyidae)                                                                  |
|  |                                                                                           |
|  | \| \| Biberratte (Myocastoridae) \| \| \| \| \| \| Stachelratten (Echimyidae) \| \| \| \| |
|  |                                                                                           |
|  | Biberratte (Myocastoridae)                                                                |
|  |                                                                                           |
|  | Stachelratten (Echimyidae)                                                                |
|  |                                                                                           |

|  | Biberratte (Myocastoridae) |
|  |                            |
|  | Stachelratten (Echimyidae) |
|  |                            |

|  | Trugratten (Octodontidae) |
|  |                           |
|  | Kammratten (Ctenomyidae)  |
|  |                           |

|  | Baumratten (Capromyidae)                                                                  |
|  |                                                                                           |
|  | \| \| Biberratte (Myocastoridae) \| \| \| \| \| \| Stachelratten (Echimyidae) \| \| \| \| |
|  |                                                                                           |
|  | Biberratte (Myocastoridae)                                                                |
|  |                                                                                           |
|  | Stachelratten (Echimyidae)                                                                |
|  |                                                                                           |

|  | Biberratte (Myocastoridae) |
|  |                            |
|  | Stachelratten (Echimyidae) |
|  |                            |

|  | Trugratten (Octodontidae) |
|  |                           |
|  | Kammratten (Ctenomyidae)  |
|  |                           |

|  | Baumratten (Capromyidae)                                                                  |
|  |                                                                                           |
|  | \| \| Biberratte (Myocastoridae) \| \| \| \| \| \| Stachelratten (Echimyidae) \| \| \| \| |
|  |                                                                                           |
|  | Biberratte (Myocastoridae)                                                                |
|  |                                                                                           |
|  | Stachelratten (Echimyidae)                                                                |
|  |                                                                                           |

|  | Biberratte (Myocastoridae) |
|  |                            |
|  | Stachelratten (Echimyidae) |
|  |                            |

|  | Trugratten (Octodontidae) |
|  |                           |
|  | Kammratten (Ctenomyidae)  |
|  |                           |

|  | Baumratten (Capromyidae)                                                                  |
|  |                                                                                           |
|  | \| \| Biberratte (Myocastoridae) \| \| \| \| \| \| Stachelratten (Echimyidae) \| \| \| \| |
|  |                                                                                           |
|  | Biberratte (Myocastoridae)                                                                |
|  |                                                                                           |
|  | Stachelratten (Echimyidae)                                                                |
|  |                                                                                           |

|  | Biberratte (Myocastoridae) |
|  |                            |
|  | Stachelratten (Echimyidae) |
|  |                            |

Die Baumstachler werden wegen ihrer abweichenden Morphologie oft gar nicht bei den Meerschweinchenartigen eingeordnet. Zusammen mit den Pakaranas wurde auf Grund verwandter Endoparasiten auch eine Verwandtschaft mit Stachelschweinen und Springhasen angenommen. Unklar ist auch die Zuordnung der Borstenbaumstachler. Hier werden sie zu den Baumstachlern gestellt; in anderen Systematiken werden sie als Unterfamilie bei den Stachelratten eingeordnet.
Die Meerschweinchenartigen bilden bis auf die Pakaranas eine wohl definierte Gruppe; gestützt wird dies sowohl durch morphologische als auch molekulargenetische Untersuchungen. Die Agutis und Acouchis werden als Unterfamilie neben den Pakas eingeordnet oder als eigenständige Familie geführt. Inzwischen in die Meerschweinchen eingegliedert, wurden die Riesennager lange Zeit als Schwestergruppe dieser betrachtet.
Die Pakaranas werden manchmal den Baumstachlern nahe gestellt, mit denen sie eine Verschmelzung des zweiten und dritten Halswirbels und weitere morphologische Merkmale teilen; auch werden beide von Madenwürmern der Gattung Wellcomia befallen. Zahnmuster dagegen deuten auf eine Verwandtschaft mit den Meerschweinchenartigen; insbesondere mit Pakas, Agutis und Acouchis wurde eine enge Verwandtschaft angenommen. Die Verwandtschaft mit den Chinchillas wird ebenfalls durch Zahnmuster sowie durch molekulargenetische Studien gestützt.
Die Chinchillaratten werden häufig in die Nähe der Chinchillas gestellt. Molekulargenetische Untersuchungen widersprechen dem deutlich und belegen wie Zahnmerkmale vielmehr eine Verwandtschaft mit den Trugrattenartigen. Ihre nächsten Verwandten innerhalb dieser Gruppe sind nicht bekannt. Die Kammratten werden oft als Unterfamilie zu den Trugratten gestellt. Das gründet sich auf vielen als gemeinsam abgeleitet angenommenen Merkmalen wie den nierenförmigen Backenzähnen.
Stachelratten, Biberratten und Baumratten bilden eine durch Untersuchungen an Zähnen und Muskeln sowie molekulargenetische Studien gut belegte verwandtschaftliche Gruppe. Die Biberratten werden als eigenständige Familie oder als Unterfamilie entweder den Stachelratten oder den Baumratten zugeordnet. Für die Zuordnung zu den Stachelratten sprechen immunologische und molekulargenetische Untersuchungen. Auch die Baumratten wurden gelegentlich als Unterfamilie zu den Stachelratten gestellt.
Die ausgestorbenen Riesenhutias werden wegen ähnlicher Backenzähne oft den Chinchillas nahe gestellt; andere Merkmale der Zähne, wie Zahnmuster deuten aber auf eine Verwandtschaft mit den Baumratten. Zudem kann nicht ausgeschlossen werden, dass die Riesenhutias selbst keine Verwandtschaftsgruppe bilden.

### Benennung
Carl von Linné ordnete die Meerschweinchenverwandten noch den beiden Gattungen Mus und Hystrix zu, die heute nur noch entfernte Verwandte enthalten. Die erste heute noch in dieser Gruppe eingeordnete Gattung benannte Peter Simon Pallas 1766 mit Cavia, was sich auf die von einigen Arten als Unterschlupf aufgesuchten Höhlen (latein. »cavi«) bezieht. Caviomorpha, der noch heute gültige Name für die Meerschweinchenverwandten wurde 1955 von Albert Edward Wood eingeführt; andere Quellen nennen Lucas Kraglievich (1930) als Autor. Dan Bryant und Malcolm C. McKenna führten 1995 noch die Bezeichnung Caviida ein.